# Venere Anadiomene

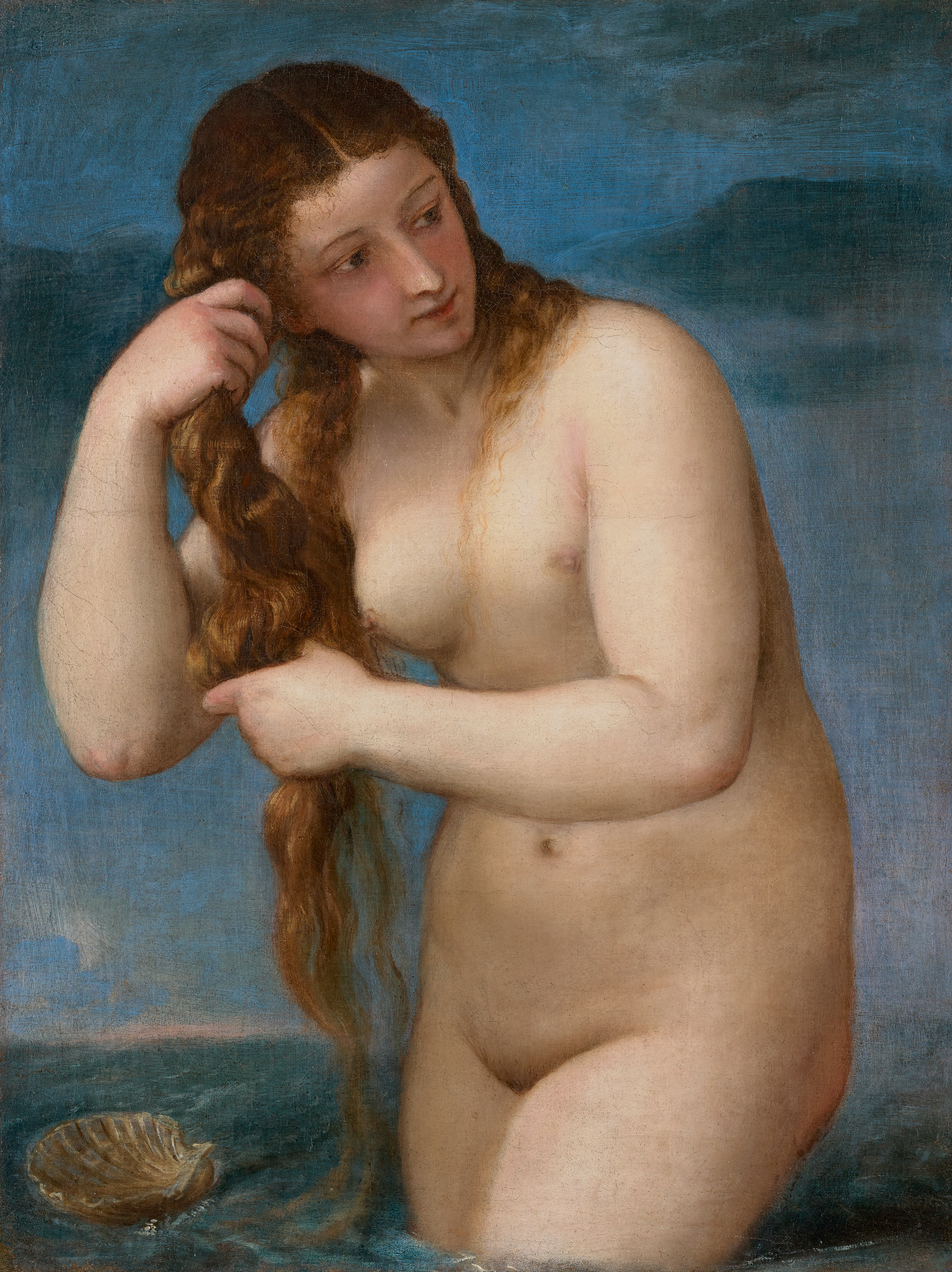
Venere Anadiomene di Tiziano (1520 circa)

Venere Anadiomene (in greco antico: Ἀφροδίτη Ἀναδυομένη?; Afrodite anadyomenē, cioè nascente [dal mare]) è un dipinto perduto del pittore greco Apelle. Più in generale indica anche un modo di rappresentare la dea Afrodite nascente dall'acqua, nell'atto di raccogliersi i capelli bagnati.

## Descrizione e stile
Plinio il Vecchio giudicò l'affresco come uno dei più celebri, realizzato per Alessandro Magno e, probabilmente staccato a massello, fu fatto trasportare a Roma da Cesare, che lo pose nel tempio di Venere Genitrice, anche se poi Augusto lo spostò nel Tempio del Divo Giulio. Si sa che all'epoca di Nerone l'opera era danneggiata e fu ridipinta o, addirittura, rimpiazzata da una copia.
Raffigurava Afrodite che si leva nascente dalle acque e si strizza i capelli bagnati sollevando le braccia. Secondo Plinio, il pittore si era ispirato a Campaspe, amante di Alessandro; secondo Ateneo di Naucrati aveva tratto ispirazione dalla visione di Frine che usciva nuda dal mare durante i Misteri eleusini.
Afrodite Anadiomene (Venere che sorge dalle acque), è riprodotta in un famoso affresco di Pompei (che alcuni ritengono una copia romana del dipinto di Apelle) ed in numerose statue antiche.
Il mito dell'Anadiomene ispirò molti artisti dal Rinascimento in poi, che cercarono di rievocare la mitica opera perduta. Tra i primi vi furono Botticelli, Tiziano, Morto da Feltre ( in casa de' Mezzan a Feltre ), Antonio Lombardo, Giambologna, Rubens, Cornelis de Vos. Anche nell'Ottocento il tema godette di un notevole interesse, spingendo a cimentarsi artisti come Ingres, Cabanel, Amaury-Duval, Gérôme, Chassériau e Bouguereau. Nel Novecento sembra essere stato attratto dal tema anche Pablo Picasso.
La scultura antica di una Venere Anadiomene, detta Venere Landolina, è conservata nel Museo archeologico regionale Paolo Orsi di Siracusa.